# To Love Somebody (Nina Simone)
To Love Somebody è un album della cantante e pianista jazz Nina Simone pubblicato nel giugno del 1969.

## Tracce
Lato A
1. Suzanne – 4:16 (Leonard Cohen) – Registrato il 27 gennaio 1969 al RCA Studios B di New York City
2. Turn! Turn! Turn! – 3:37 (Pete Seeger) – Registrato il 27 gennaio 1969 al RCA Studios B di New York City
3. Revolution (Part 1) – 2:48 (Weldon Irvine Jr., Nina Simone) – Registrato l'8 gennaio 1969 al RCA Studios B di New York City
4. Revolution (Part 2) – 1:48 (Weldon Irvine Jr., Nina Simone) – Registrato l'8 gennaio 1969 al RCA Studios B di New York City
5. To Love Somebody – 2:38 (Barry Gibb, Robin Gibb) – Registrato il 20 dicembre 1967 al RCA Studios B di New York City

Durata totale: 15:07
Lato B
1. I Shall Be Released – 4:00 (Bob Dylan) – Registrato il 13 gennaio 1969 al RCA Studios B di New York City
2. I Can't See Nobody – 3:06 (Barry Gibb, Robin Gibb) – Registrato il 20 dicembre 1967 al RCA Studios B di New York City
3. Just Like Tom Thumb's Blues – 4:48 (Bob Dylan) – Registrato l'8 gennaio 1969 al RCA Studios B di New York City
4. The Times They Are A-Changin' – 5:59 (Bob Dylan) – Registrato il 27 gennaio 1969 al RCA Studios B di New York City

Durata totale: 17:53

## Musicisti
A1, A2, A3, A4, B1, B3 e B4
- Nina Simone - voce, pianoforte
- Al Schackman - chitarra
- Weldon Irvine - organo
- Gene Perla - basso fender
- Don Alias - batteria
- Doris Willingham - accompagnamento vocale, coro
- Virdia Crawford - accompagnamento vocale, coro

A5 e B2
- Nina Simone - voce, pianoforte
- Jimmy Wisner - conduttore orchestra
- Eric Gale - chitarra
- Everett Barksdale - chitarra
- Dominick Gravin - strumenti a fiato
- Arthur Kaplan - strumenti a fiato
- Irvin Markowitz - strumenti a fiato
- Ernie Royal - strumenti a fiato
- Seymour Barab - strumenti ad arco
- Michael Comius - strumenti ad arco
- Maurice Bialkin - strumenti ad arco
- Julius Brand - strumenti ad arco
- Lewis Eley - strumenti ad arco
- Joseph Haber - strumenti ad arco
- Louis Haber - strumenti ad arco
- David Sackson - strumenti ad arco
- Irvin Spice - strumenti ad arco
- Jack Zayde - strumenti ad arco
- Charles Rainey - contrabbasso
- Bernard Pretty Purdie - batteria, timbales
- Alvin Rogers - congas, tamburello
- Gordon Powell - vibrafono